# 비안카 델 카레토
비안카 델 카레토(이탈리아어: Bianca Del Carretto, 1985년 8월 28일 ~ )는 이탈리아의 펜싱 선수로 주 종목은 에페이다. 그녀는 2012년 하계 올림픽의 여자 에페 개인전과 단체전에 출전하였다. 그러나, 그녀는 개인전에서 32강에 패하며 탈락하였고, 단체전에서는 7위를 기록하였다.